# Клещерёв, Иван Юрьевич
Иван Юрьевич Клещерёв (24 сентября 1982, пос. Свердловский) — российский офицер Сухопутных войск Российской Федерации, гвардии полковник, командир 70-го гвардейского мотострелкового полка 42-й гвардейской мотострелковой дивизии 58-й гвардейской общевойсковой армии Южного военного округа. Герой Российской Федерации (2023).

## Биография
Родился 24 сентября 1982 года в посёлке пос. Свердловский Красногвардейского района Оренбургской области. Завершил обучение в школе родного посёлка. С 2001 года на службе в Вооружённых силах Российской Федерации. В 2005 году завершил обучение в Казанском высшем танковом командном училище, после чего продолжил службу на командных должностях в различных частях и соединениях армии России. Участник боевых действий против международных террористических формирований на территории Сирийской Арабской Республики.
С 24 февраля 2022 года принимал участие во вторжении России на Украину.
Указом Президента Российской Федерации (закрытым) 23 сентября 2023 года за мужество и героизм, проявленные при исполнении воинского долга, гвардии полковнику Клещерёву Ивану Юрьевичу было присвоено звание Герой Российской Федерации.
Награда была вручена 3 ноября 2023 года в Национальном центре управления обороной Российской Федерации министром обороны генералом армии Сергеем Шойгу.
Продолжил служить в Сухопутных войсках Российской Федерации.

## Награды
- Герой Российской Федерации (23.09.2023)
- два ордена Мужества
- Медаль Жукова
- Медаль «За храбрость» (Российская Федерация) II степени.